# Mohamed Elneny
Mohamed Elneny (Al-Mahalla Al-Kubra, 11 de julho de 1992) é um futebolista egípcio que atua como volante. Atualmente, defende o Al-Jazira.

## Carreira no Clube

### Al Mokawloon
Elneny jogou sua juventude no Al Ahly. Em 2008, ele transferiu-se para o Al Mokawloon durante a temporada 2010–2011. Elneny avançou e tornou-se titular regular na equipe. Após o desastre no Estádio de Port Said no início de fevereiro de 2012, a Premier League Egípcia foi interrompida e todas as partidas subsequentes da Premier League Egípcia de 2011–12 foram adiadas. Em 10 de março de 2012, a Associação de Futebol Egípcia anunciou sua decisão de cancelar o restante da temporada.

### Basel

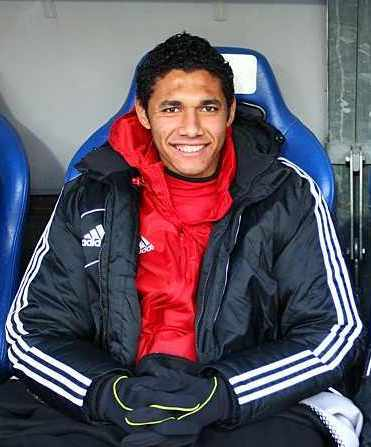
Elneny com o Basel em 2013

O FC Basel vinha observando Elneny por algum tempo e o convidou para o campo de treinamento em Estepona de 14 a 24 de janeiro de 2013. Elneny fez sua estreia não oficial em 18 de janeiro de 2013, durante a partida amistosa contra o Steaua București, um empate por 1 a 1. Elneny conseguiu impressionar o treinador do Basel, Murat Yakin, durante o campo de treinamento e, em 29 de janeiro de 2013, foi anunciado que ele havia assinado um contrato de empréstimo com o Basel até o final de junho de 2013. Elneny fez sua estreia oficial pelo Basel na temporada 2012–13 da Super Liga Suíça em 10 de fevereiro de 2013, na vitória em casa por 3 a 0 contra o Sion, quando foi substituído no intervalo.
No final da temporada Super Liga Suíça 2012–13, Elneny conquistou o título do campeonato e foi vice-campeão da Copa Suíça com o Basel. Na 2012–13 UEFA Europa League, o Basel avançou até as meias-finais, onde enfrentou o atual campeão da UEFA Champions League, o Chelsea, mas foi eliminado, perdendo ambos os jogos em casa e fora, derrotado por 2–5 no agregado.
Em maio de 2013, o Basel anunciou que havia exercido a opção de contratar o meio-campista egípcio em caráter permanente. Ele assinou um contrato de quatro anos, válido até 30 de junho de 2017. Ele marcou seu primeiro gol pelo Basel, o último gol da partida, na vitória em casa por 4 a 2 no St. Jakob-Park contra o Zurique em 16 de abril de 2014. No final da temporada da Super Liga Suíça de 2013–14, Elneny conquistou o título da liga com o Basel. Eles também chegaram à final da 2013–14 Swiss Cup, mas foram derrotados por 2 a 0 pelo Zurique na prorrogação. Durante a temporada da Liga dos Campeões da UEFA de 2013–14, o Basel chegou à fase de grupos e terminou em terceiro. Assim, eles se classificaram para a fase eliminatória da Liga Europa, onde avançaram até as quartas de final. Na temporada 2013–14, o Basel disputou um total de 68 partidas (36 jogos da Swiss League, 6 da Swiss Cup, 6 da Liga dos Campeões e 10 da Liga Europa e 10 amistosos). Elneny participou de 55 jogos, 32 na liga, 4 na Copa, 6 na Liga dos Campeões e 6 na Liga Europa, além de 7 nos jogos-teste. Ele marcou apenas um gol na liga.
A temporada 2014–15 foi muito bem-sucedida para Elneny e o FC Basel. O campeonato foi conquistado pela sexta vez consecutiva naquela temporada e na Copa Suíça chegaram à final. Mas pelo terceiro ano consecutivo, terminaram como vice-campeões, perdendo por 0–3 para o FC Sion na final. O Basel ingressou na Liga dos Campeões na fase de grupos e chegou à fase eliminatória, pois em 9 de dezembro de 2014 conseguiram um empate por 1–1 em Anfield contra o Liverpool. Mas depois o Basel perdeu para o Porto nas oitavas de final. O Basel disputou um total de 65 partidas (36 jogos da Super Liga Suíça, 6 da Copa Suíça, 8 da Liga dos Campeões e 15 amistosos). Sob o comando do treinador Paulo Sousa, Elneny totalizou 51 aparições, 29 na Super Liga, 6 na Copa e 7 na Liga dos Campeões, além de 9 em jogos amistosos. Ele marcou 5 gols nessas partidas.
Apesar de Elneny ter deixado o clube durante a pausa de inverno, sob o novo treinador Urs Fischer, o Basel conquistou o título da Swiss Super League no final da temporada 2015–16. Para Elneny, foi o quarto título, para o clube, foi o sétimo consecutivo e o 19º título de campeonato no total. Durante seu tempo no clube, Elneny disputou um total de 169 jogos pelo Basel, marcando um total de 13 gols. Destes, 91 foram na Swiss Super League, 16 na Copa Suíça, 37 nas competições da UEFA (Liga dos Campeões e Liga Europa) e 25 foram em jogos amistosos. Ele marcou cinco gols na liga doméstica, três na copa, dois na Liga Europa e os outros três foram marcados durante os jogos amistosos.

### Arsenal

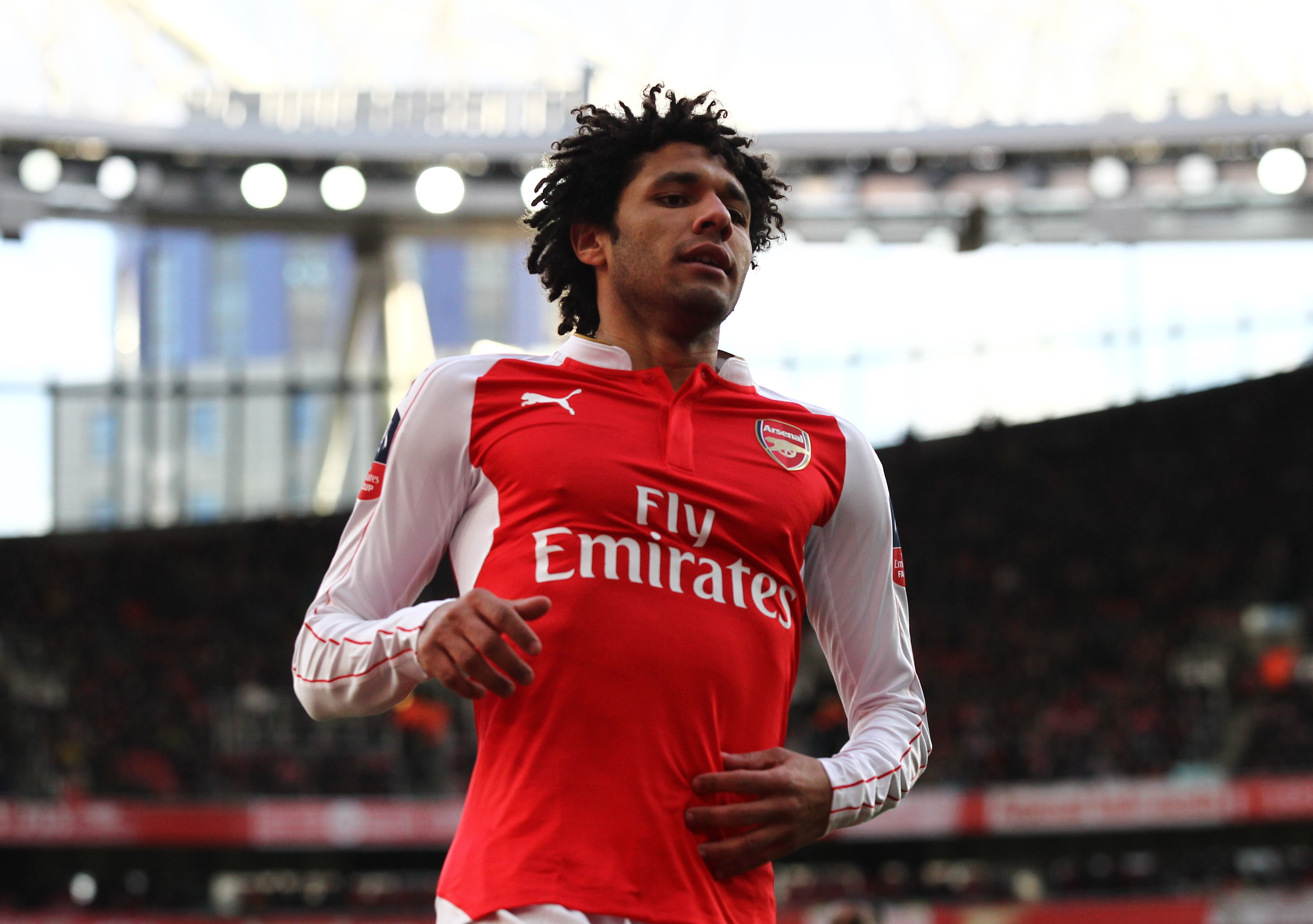
Elneny jogando pelo Arsenal em 2016

Em 13 de janeiro de 2016, após um empate por 3–3 contra o Liverpool, o treinador do Arsenal, Arsène Wenger, confirmou a contratação de Elneny do FC Basel. No dia seguinte, a transferência foi oficialmente confirmada pelo clube por uma taxa não divulgada, relatada em algum lugar entre £5 milhões e £7,4 milhões. Ele recebeu a camisa número 35 no Arsenal. Elneny estreou pelo clube em uma vitória por 2–1 contra o Burnley na quarta rodada da FA Cup em 30 de janeiro, tornando-se o primeiro egípcio a jogar pelo Arsenal. Elneny marcou seu primeiro gol pelo Arsenal na derrota para o FC Barcelona nas oitavas de final da Liga dos Campeões, e mais tarde recebeu o prêmio de Jogador do Mês do Arsenal de março. Ele também se destacou em abril, combinando bem com Aaron Ramsey, vencendo o prêmio de Jogador do Mês do Arsenal pelo segundo mês consecutivo. O único gol de Elneny lhe rendeu o prêmio de gol da temporada do Arsenal.
Na temporada 2017–18, em 7 de dezembro de 2017, Elneny marcou seu primeiro gol no Estádio Emirates (o segundo pelo Arsenal) na Fase de Grupos da Europa League contra o FC BATE Borisov, em uma partida que terminou 6–0 para o time da casa. Em 15 de fevereiro, Elneny novamente teve uma atuação elogiável na primeira perna do confronto das oitavas de final da Liga Europa do Arsenal contra o Östersunds FK. Elneny foi posteriormente premiado como o homem do jogo por seus esforços na vitória por 3–0 fora de casa.
Em 26 de março de 2018, Elneny renovou seu contrato com o Arsenal. Em 8 de abril de 2018, Elneny foi expulso contra o Southampton. Em uma partida equilibrada, o defensor Jack Stephens brigou com Jack Wilshere e a retaliação de Stephens resultou no árbitro Andre Marriner lhe dar um cartão vermelho direto. Wilshere escapou com apenas um cartão amarelo, mas no desenrolar dos acontecimentos, Elneny recebeu um cartão vermelho após um empurrão no futuro companheiro de equipe do Arsenal, Cédric Soares, sendo este o primeiro cartão vermelho de sua carreira profissional. O Arsenal conseguiu segurar a vitória por 3–2.

#### Empréstimo para o Beşiktaş
Em 31 de agosto de 2019, Elneny juntou-se ao Beşiktaş J.K. por um empréstimo de uma temporada com uma cláusula de compra opcional. Em 14 de setembro, Elneny foi expulso em sua estreia em uma derrota por 3 a 2 contra o Gazisehir Gaziantep na Super Liga Turca. Em 25 de julho de 2020, ele marcou seu primeiro e único gol pelo clube em uma vitória por 3 a 0 sobre o Genclerbirligi.

#### Retorno ao Arsenal
Em 28 de agosto de 2020, Elneny estava no time titular na Supercopa da Inglaterra de 2020, na qual o Arsenal conquistou a vitória por 5 a 4 sobre o Liverpool na disputa de pênaltis, após o jogo terminar em 1 a 1 após 90 minutos. Em 1º de novembro de 2020, Elneny teve uma excelente atuação na base do meio-campo do Arsenal ao lado de Thomas Partey, tornando Bruno Fernandes e Paul Pogba ineficazes e garantindo ao Arsenal a primeira vitória na liga no Old Trafford desde 2006. Elneny foi elogiado pelo treinador, Mikel Arteta, após o jogo. Enquanto estava fora com o Egito durante a pausa internacional em novembro de 2020, foi confirmado pela Federação Egípcia de Futebol que Elneny testou positivo para COVID-19, mas não apresentou sintomas. Após seu retorno, ele marcou seu primeiro gol da temporada em uma vitória por 4 a 2 sobre o Dundalk na Europa League em 10 de dezembro de 2020. Seu impressionante gol de fora da área foi votado como o segundo colocado no Gol do Mês no site oficial do Arsenal, e posteriormente venceu o gol da temporada. Elneny então marcou outro golaço contra o Olympiacos em 11 de março de 2021, mantendo o Arsenal na disputa. Em 2 de maio de 2021, Elneny marcou seu primeiro gol na Premier League pelo Arsenal com um chute de fora da área em uma partida contra o Newcastle United.
Em 24 de maio de 2022, Elneny renovou seu contrato com o Arsenal. Em 21 de fevereiro de 2023, Elneny assinou um novo contrato de um ano e meio com o clube.
O Arsenal anunciou em 3 de junho de 2024, a dispensa de 19 jogadores, entre nomes estava Elneny, ele deixa o clube com com 161 jogos disputados no total.

## Títulos
Basel
- Campeonato Suíço: 2012–13, 2013–14, 2014–15, 2015–16

Arsenal
- Copa da Inglaterra: 2016–17
- Supercopa da Inglaterra: 2017, 2020